# Discografia de En Vogue
Esta é a discografia de En Vogue, grupo feminino estadunidense de R&B, incluindo todos seus álbuns e singles.

## Álbuns de estúdio
| 1990                                                                                                 | Born to Sing - Gravadora: Atlantic Records                            | 21 | 3  | 23 | —  | - CAN: Ouro                              |
| 1992                                                                                                 | Funky Divas - Gravadora: Eastwest Records                             | 8  | 1  | 4  | 58 | - CAN: Platina                           |
| 1997                                                                                                 | EV3 - Gravadora: Eastwest Records                                     | 8  | 8  | 9  | 9  | - Reino Unido: Prata                     |
| 2000                                                                                                 | Masterpiece Theatre - Gravadora: Eastwest Records                     | 67 | 33 | —  | 22 | - EUA: Nenhuma (200.000 cópias vendidas) |
| 2002                                                                                                 | The Gift of Christmas - Gravadora: Discretion Entertainment           | —  | —  | —  | —  | - EUA: Nenhuma (50.000 cópias vendidas)  |
| 2004                                                                                                 | Soul Flower - Gravadora: Funky Girl/Beat Exchange/33rd Street Records | —  | 47 | —  | —  | - EUA: Nenhuma (100.000 cópias vendidas) |
| 2019                                                                                                 | Electric Café - Gravadora: En Vogue, eOne                             | —  | 47 | —  | —  |                                          |
| O traço "—" denota que o álbum não conseguiu entrar na parada ou não foi lançado no país em questão. |                                                                       |    |    |    |    |                                          |

### Compilação
| Best of En Vogue                                                                                     | - Lançado: 1 de junho de 1999 - Gravadora: East West          | 37 | 61 | 43 | 39 | - BPI: Prata |
| Very Best of En Vogue                                                                                | - Lançado: 21 de agosto de 2001 - Gravadora: Elektra/Rhino    | —  | —  | —  | —  |              |
| The Platinum Collection                                                                              | - Lançado: 22 de Outubro de 2007 - Gravadora: Rhino/WEA Int'l | —  | —  | —  | —  |              |
| O traço "—" denota que o álbum não conseguiu entrar na parada ou não foi lançado no país em questão. |                                                               |    |    |    |    |              |

### EPs
| 1991                                                                                                 | Remix to Sing - Lançado: 26 de novembro de 1991 - Gravadora: eastwest           | —  | —  |
| 1993                                                                                                 | Runaway Love - Lançado: 21 de setembro de 1993 - Gravadora: eastwest            | 49 | 16 |
| 2015                                                                                                 | Rufftown Presents En Vogue - Lançado: 14 de abril de 2015 - Gravadora: Rufftown | —  | —  |
| O traço "—" denota que o álbum não conseguiu entrar na parada ou não foi lançado no país em questão. |                                                                                 |    |    |

## Singles
| Ano                                                                                                   | Single                                  | Álbum                                     | Maior posição nas paradas | Maior posição nas paradas | Maior posição nas paradas | Maior posição nas paradas | Maior posição nas paradas | Maior posição nas paradas | Maior posição nas paradas | Maior posição nas paradas | Maior posição nas paradas | Certificações       |
| Ano                                                                                                   | Single                                  | Álbum                                     | EUA                       | EUA R&B                   | Reino Unido               | Austrália                 | Nova Zelândia             | Alemanha                  | Holanda                   | Bélgica                   | Irlanda                   | Certificações       |
| --- | --------------------------------------- | ----------------------------------------- | ------------------------- | ------------------------- | ------------------------- | ------------------------- | ------------------------- | ------------------------- | ------------------------- | ------------------------- | ------------------------- | ------------------- |
| 1990                                                                                                  | "Hold On"                               | Born to Sing                              | 2                         | 1                         | 5                         | 32                        | —                         | —                         | 12                        | —                         | 18                        | - EUA: Platina      |
| 1990                                                                                                  | "Lies"                                  | Born to Sing                              | 38                        | 1                         | 44                        | 58                        | —                         | —                         | —                         | —                         | —                         |                     |
| 1991                                                                                                  | "You Don't Have to Worry"               | Born to Sing                              | 57                        | 1                         | 94                        | —                         | —                         | —                         | —                         | —                         | —                         |                     |
| 1991                                                                                                  | "Don't Go"                              | Born to Sing                              | —                         | 3                         | —                         | —                         | —                         | —                         | —                         | —                         | —                         |                     |
| 1992                                                                                                  | "My Lovin' (You're Never Gonna Get It)" | Funky Divas                               | 2                         | 1                         | 4                         | 6                         | —                         | 23                        | 11                        | —                         | 9                         | - EUA: Ouro         |
| 1992                                                                                                  | "Giving Him Something He Can Feel"      | Funky Divas                               | 6                         | 1                         | 16                        | 27                        | 2                         | 46                        | —                         | —                         | 3                         | - EUA: Ouro         |
| 1992                                                                                                  | "Yesterday"                             | Funky Divas                               | 73                        | 29                        | —                         | —                         | —                         | —                         | —                         | —                         | —                         |                     |
| 1992                                                                                                  | "Free Your Mind"                        | Funky Divas                               | 8                         | 23                        | 16                        | 4                         | —                         | 50                        | 7                         | —                         | 3                         | - EUA: Ouro         |
| 1992                                                                                                  | "Give It Up Turn It Loose"              | Funky Divas                               | 15                        | 16                        | 22                        | 48                        | —                         | —                         | —                         | —                         | 30                        |                     |
| 1993                                                                                                  | "Love Don't Love You"                   | Funky Divas                               | 36                        | 31                        | 64                        | —                         | —                         | —                         | —                         | —                         | —                         |                     |
| 1993                                                                                                  | "Runaway Love"                          | Runaway Love                              | 51                        | 15                        | 36                        | 45                        | —                         | —                         | 46                        | —                         | —                         |                     |
| 1994                                                                                                  | "Whatta Man" (ft. Salt-N-Pepa)          | Runaway Love                              | 3                         | 3                         | 7                         | 2                         | 10                        | 39                        | 15                        | —                         | 12                        | - EUA: Platina      |
| 1996                                                                                                  | "Don't Let Go (Love)"                   | EV3                                       | 2                         | 1                         | 5                         | 2                         | 10                        | 7                         | 2                         | 4                         | 3                         | - Reino Unido: Ouro |
| 1997                                                                                                  | "Whatever"                              | EV3                                       | 16                        | 8                         | 14                        | 16                        | 24                        | 92                        | 22                        | —                         | —                         | - EUA: Ouro         |
| 1997                                                                                                  | "Too Gone, Too Long"                    | EV3                                       | 33                        | 25                        | 20                        | 39                        | 39                        | —                         | 45                        | —                         | —                         |                     |
| 1998                                                                                                  | "No Fool No More"                       | Why Do Fools Fall in Love (trilha-sonora) | 57                        | 37                        | 46                        | 97                        | 34                        | —                         | —                         | —                         | —                         |                     |
| 2000                                                                                                  | "Riddle"                                | Masterpiece Theatre                       | 92                        | 95                        | 33                        | 52                        | —                         | 62                        | 28                        | 15                        | —                         |                     |
| 2004                                                                                                  | "Losin' My Mind"                        | Soul Flower                               | —                         | —                         | —                         | —                         | —                         | —                         | —                         | —                         | —                         |                     |
| 2004                                                                                                  | "Ooh Boy"                               | Soul Flower                               | 109                       | 101                       | —                         | —                         | —                         | —                         | —                         | —                         | —                         |                     |
| O traço "—" denota que o single não conseguiu entrar na parada ou não foi lançado no país em questão. |                                         |                                           |                           |                           |                           |                           |                           |                           |                           |                           |                           |                     |

### Participações em singles
| 2005                                                                                                  | "So What the Fuss" | A Time to Love      | Stevie Wonder (com Prince) | 96 | 34 | 19 | 82 | — |
| 2007                                                                                                  | "Glamorous"        | Everything and More | Natalia                    | —  | —  | —  | —  | 2 |
| O traço "—" denota que o single não conseguiu entrar na parada ou não foi lançado no país em questão. |                    |                     |                            |    |    |    |    |   |